# Spartan (kitcar)
Een Spartan is een zelfbouwauto volgens het kitcarprincipe, waarvan het chassis en de carrosserie door de Spartan fabriek in Engeland zijn vervaardigd in de periode tussen 1973 en 1995. Voor de afbouw wordt gebruikgemaakt van een donorauto. 

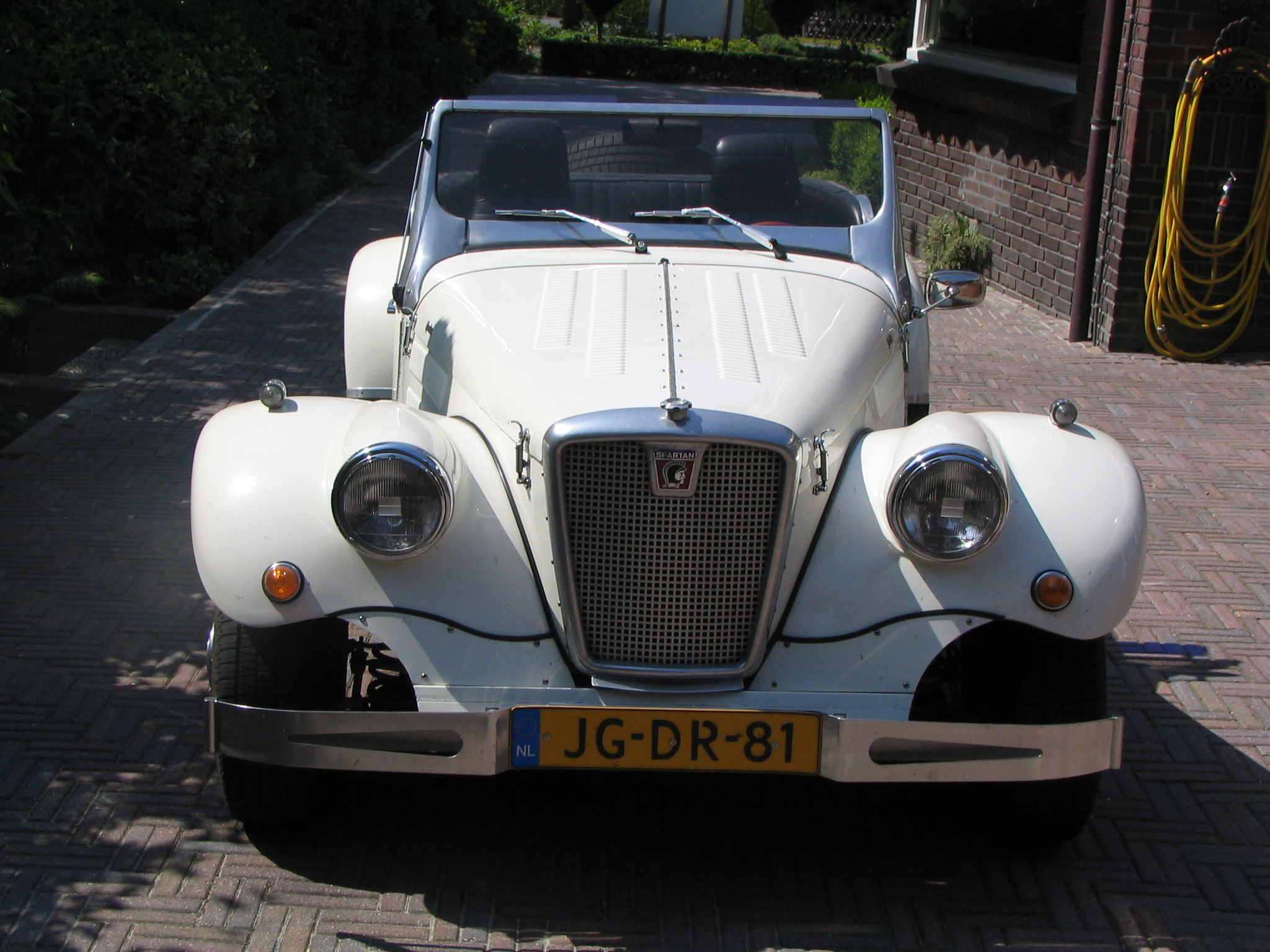
Vooraanzicht Spartan MK II

Er zijn twee modellen geproduceerd, namelijk de Mk I en de Mk II. De Mk I is gebaseerd op de Triumph (Herald en Vitesse). Voor de Mk II wordt voor wat betreft de verbrandingsmotor, wielophanging, versnellingsbak en remsysteem gebruikgemaakt van Ford onderdelen (Sierra en Taunus). Door de afbouw door de klant te laten verrichten bleef de Spartan destijds laag in prijs. Een degelijk chassis en een met aluminium bekleed koetswerk, dat geheel door de afnemer kon worden gemonteerd. Een kwaliteits oldtimer met een jaren 30 design en uitstraling.
De Spartan is ontworpen door James Alistair McIntyre en ook de productie stond onder zijn toezicht. 
De Spartan is uitsluitend geproduceerd als cabriolet met leren kap. Het betreft in principe een tweedeurs auto met vier zitplaatsen (2+2) maar praktisch is op de achterbank slechts plek voor kinderen. De deuren zijn deelbaar, dat houdt in dat onder goede weersomstandigheden de bovenkant van de deuren kan worden afgeschroefd. De MK II is meestal uitgevoerd met een viercilinder 2.0 liter Ford motor maar ook uitvoeringen met een V6 zijn bekend.

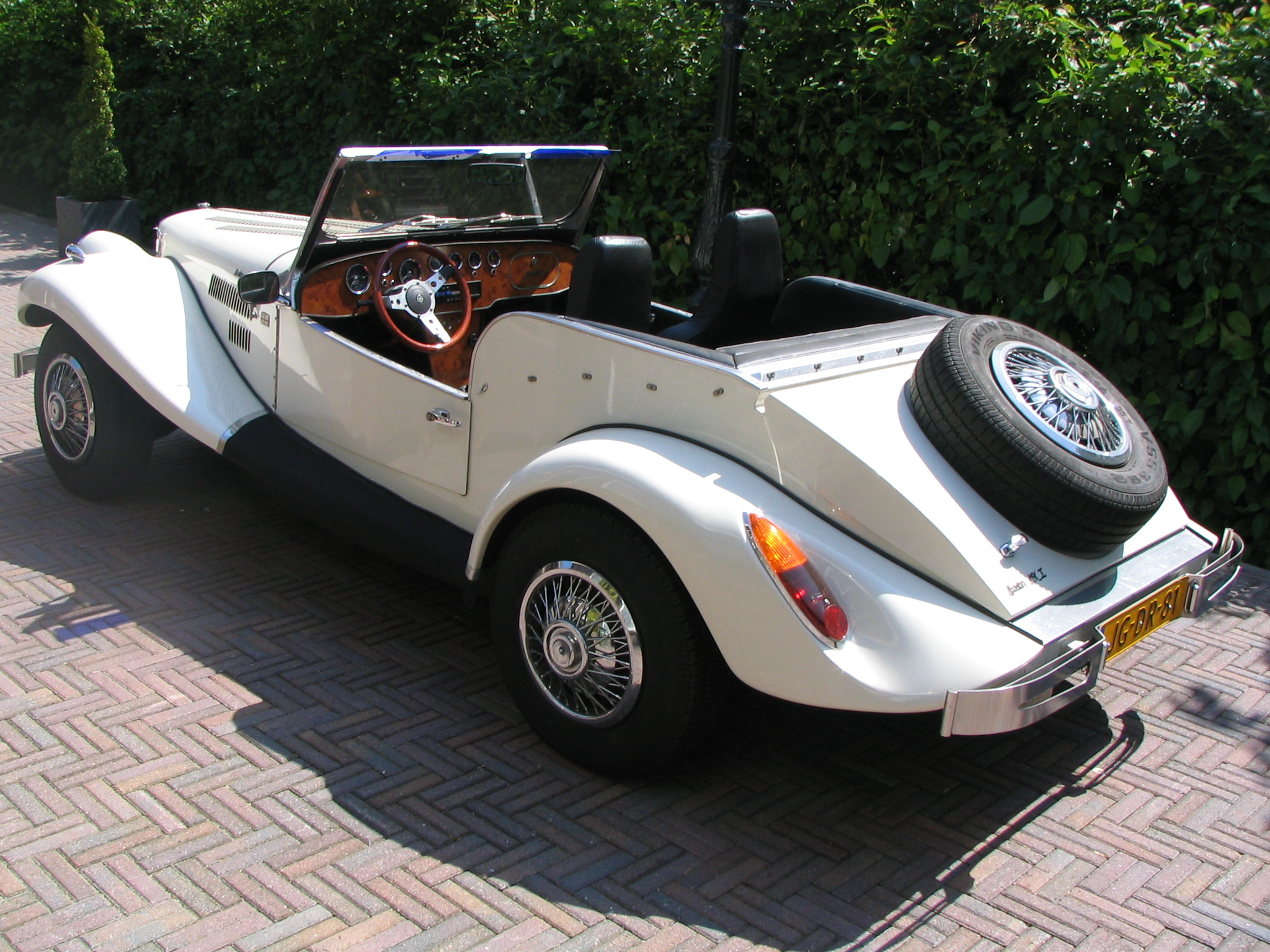
Zij- en achteraanzicht Spartan MK II

Er zijn in Engeland ruim 3000 Spartan kits geproduceerd in de loop van de jaren. In Nederland rijden nog enkele tientallen Spartans rond. Zij hebben zich verenigd in een zeer actieve club van spartanrijders. De Nederlandse spartanclub heeft ongeveer vijftig leden en organiseert twee keer per jaar een meeting (weekend).